# معركة قلعة المنار
معركة قلعة المنار وقعت في سنة 1082 م بين قوات حاكم سرقسطة المؤتمن بن هود بقيادة رودريغو دياز دي فيفار الملقب بـ (إل سيد)، ضد قوات حاكم لاردة المنذر بن هود المدعوم من مملكة أراغون وكونتية برشلونة وكونتية سيردانيا وكونتية براقا، وظلت المعركة عدة أيام بين القوتين في عدة أماكن مثل مونثون وبيرالتا الكوفيا وتاماريتي لاتيرا وقلعة المنار. دارت المعركة بسبب سعي المؤتمن والمنذر للسيطرة على طائفة سرقسطة التي قسّمها بينهما والدهما المقتدر بن هود عند وفاته. انتهت المعركة بهزيمة قوات المنذر وأسر حليفه برانجيه ريموند.